# Palazzo Corvino di Mezzojuso

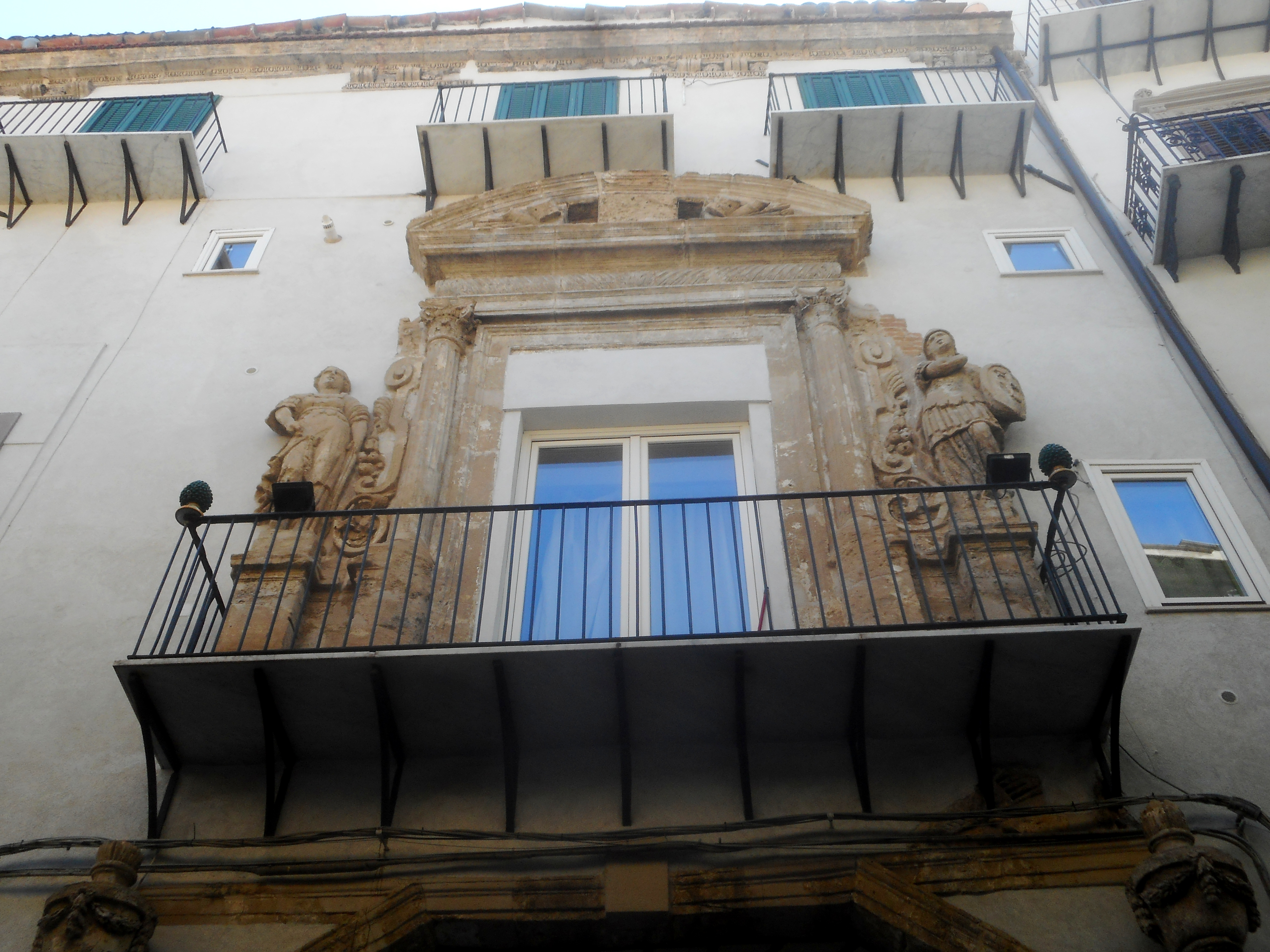
Balcone del Palazzo dei Principi Corvino Sabia di Mezzojuso

Il Palazzo Corvino Sabia Principi di Mezzojuso è un palazzo storico di Palermo, situato in via Divisi, nel mandamento Kalsa.

## Storia
Il palazzo fu edificato alla fine del 1500 dal nobile Giovannello Corvino Sabia, Principe di Mezzojuso, conosciuto come Blasco, ma subì notevoli modifiche nel corso dei secoli successivi.
Il palazzo si trova nel quartiere Kalsa di Palermo. L'edificio presenta una corte interna con loggia composta da archi a tutto sesto e balustrate, sul cui fronte occidentale si trova un portale a bugne del Cinquecento e una fontana in pietra Billiemi.
Il bel portale è affiancato di colonne e figure allegoriche.
Nei secoli seguenti l'edificio fu rinnovato diverse volte.